# Steinbach (Hafenlohr)
Der Steinbach oder Weibersbach ist ein rechter Zufluss der Hafenlohr im Landkreis Aschaffenburg im bayerischen Spessart.

## Geographie

### Verlauf

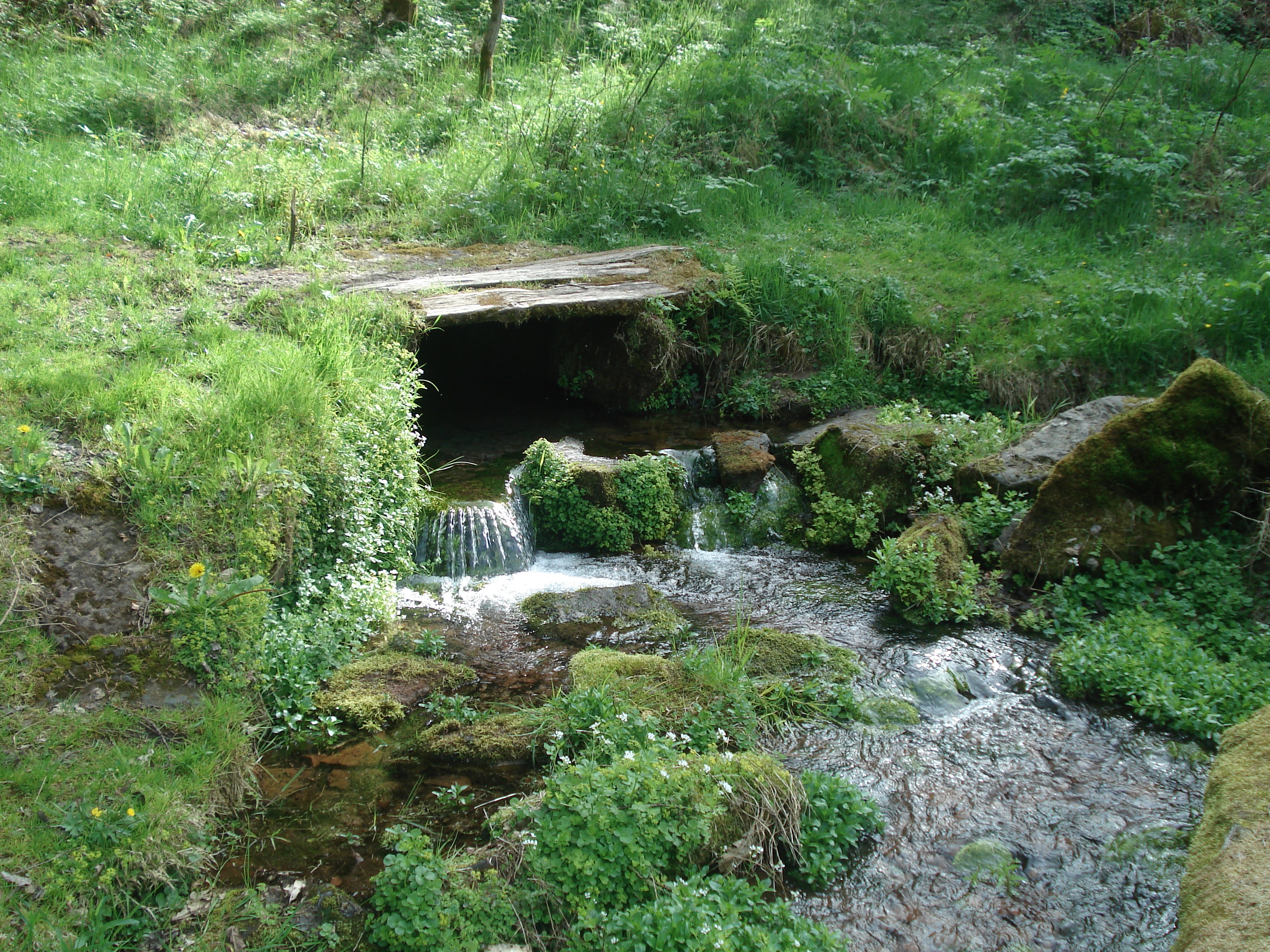
Der Steinbrunnen

Der Steinbach entspringt am westlichen Ortsrand von Weibersbrunn nahe der Bundesautobahn 3 im Weibersbrunnen. Die für die Trinkwasserversorgung gefasste Quelle gab der Gemeinde ihren Namen. Der Steinbach fließt verrohrt durch den Ort in südöstliche Richtung, parallel zur Staatsstraße 2308. An der Kläranlage mündet ihm von rechts der von Rohrbrunn herabfließende Rohrwiesenbach zu. Der Steinbach knickt am Steintor nach Norden ab. In der Nähe des gleichnamigen Wanderparkplatzes wird er durch den Bach aus dem Steinbrunnen (Lage), einer starken Quelle am rechten Talrand, verstärkt. Im weiteren Verlauf mäandriert der Steinbach am Rande des etwa 15 ha großen, 1928 erschlossenen Naturschutzgebietes Metzgergraben-Krone zum Ahlmichdamm. Dort mündet er in einem stark versumpften Bereich des Naturschutzgebietes Hafenlohrtal in die Hafenlohr.

### Zuflüsse
- Rohrwiesenbach (rechts)
- Meisenbrünnlein (rechts, zeitweilig trocken)

### Flusssystem Hafenlohr
- Liste der Fließgewässer im Flusssystem Hafenlohr